# International Docking Adapter

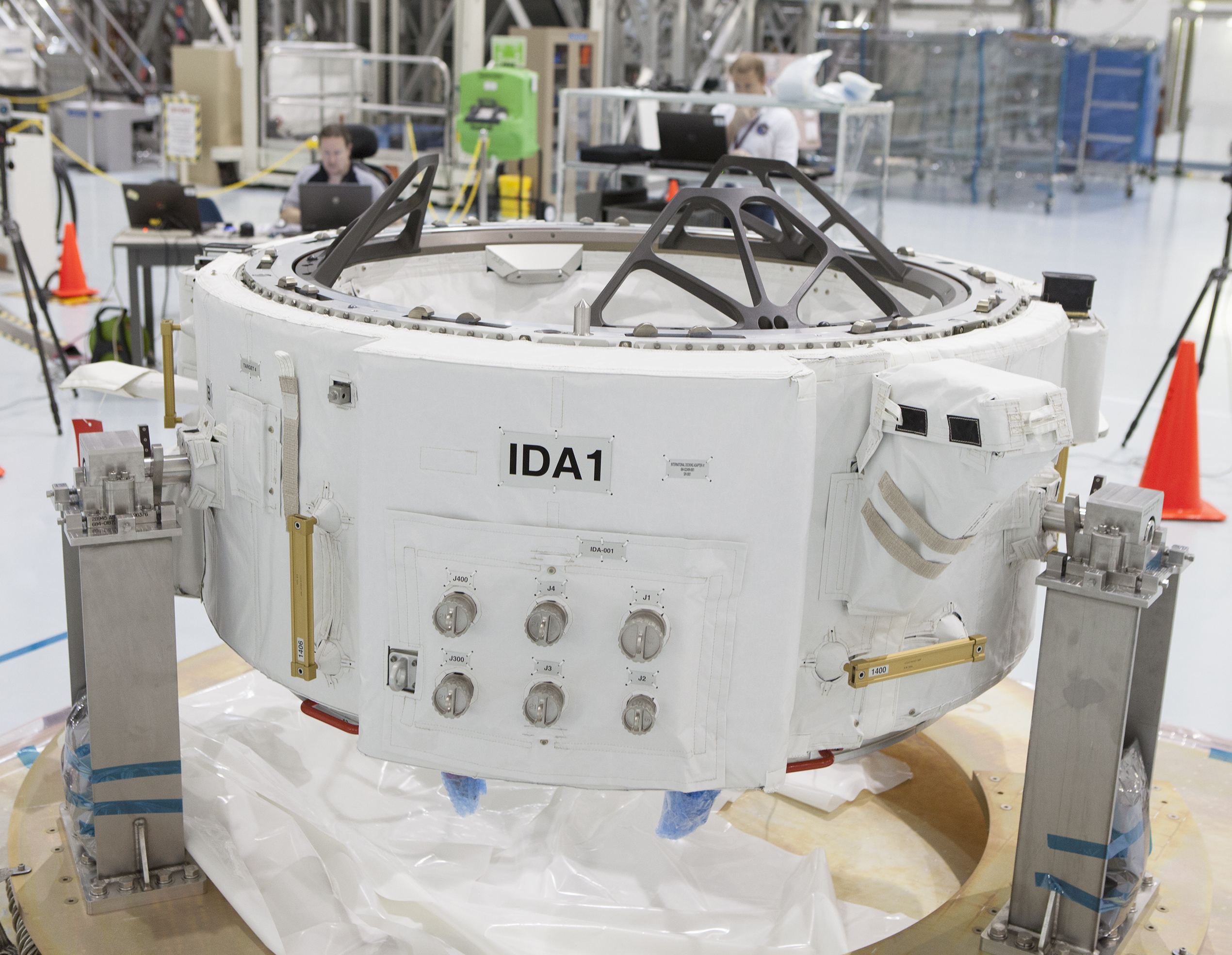
IDA-1 podczas przygotowań do startu

International Docking Adapter (pol. Międzynarodowy Adapter Dokujący) – adapter dokujący Międzynarodowej Stacji Kosmicznej pozwalający na współpracę systemów APAS i IDSS. Adaptery IDA są przeznaczone do zamontowania na Pressurized Mating Adapter nr 2 i 3, które z kolei będą umieszczone na module Harmony.

## Konstrukcja i montaż

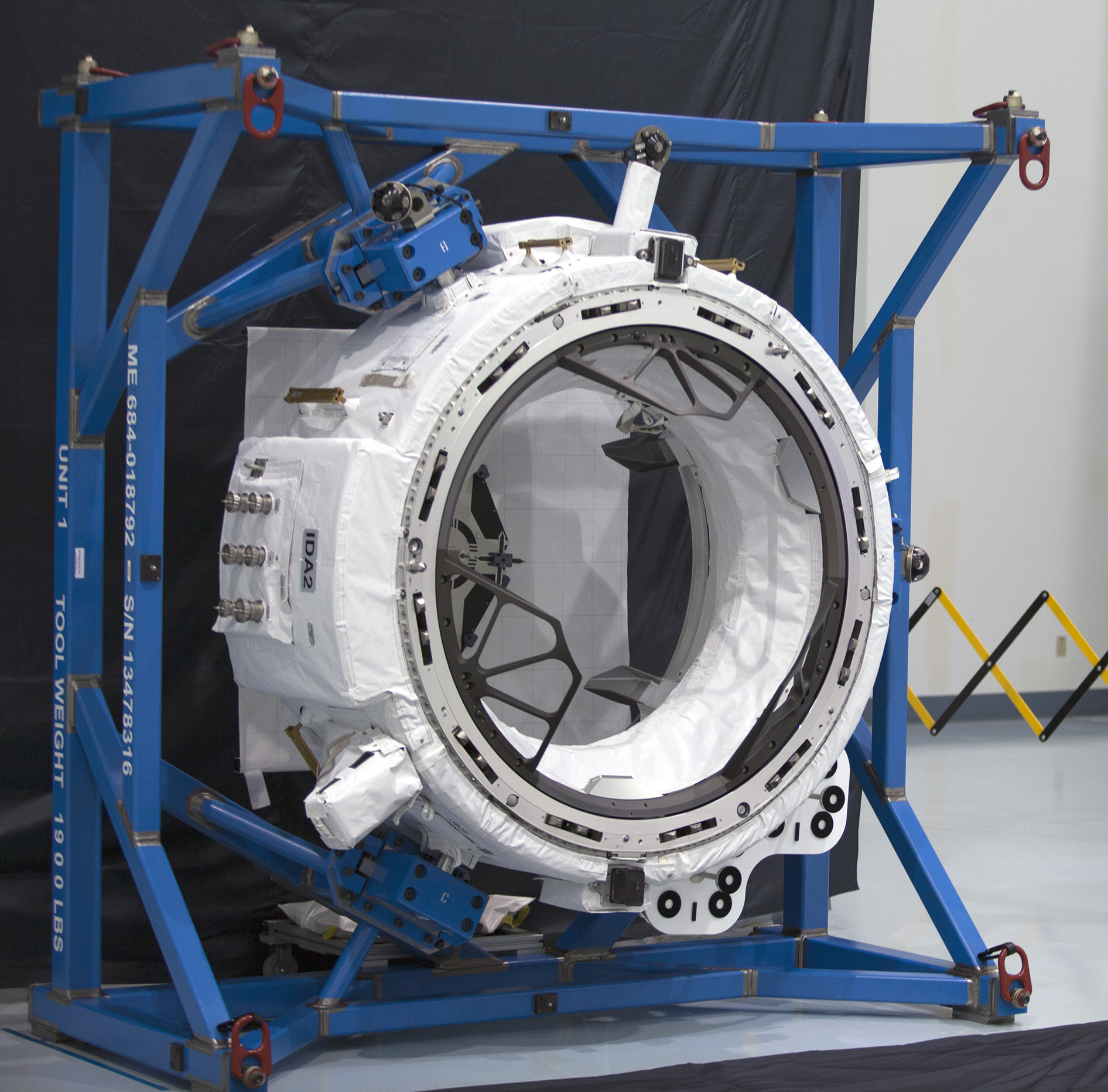
Adapter IDA-2 przed wyniesieniem na orbitę

Porty PMA, które były wykorzystywane podczas lotów wahadłowców, wyposażone są w technologię dokującą APAS-95. Jednak nowe statki kosmiczne, które będą wykorzystywane podczas misji Commercial Crew Program, wyposażone będą w nową technologię IDSS. W związku z tym konieczne stało się stworzenie adapterów, które umożliwią współdziałanie obu systemów, aby nowe pojazdy kosmiczne mogły wykorzystywać te porty cumownicze. IDA pozwala na transfer ładunku, zasilania i danych oraz przemieszczanie się załogi pomiędzy statkiem a stacją. Adapter ma cylindryczny kształt, waży 526 kg, ma 110 cm wysokości i 160 cm szerokości. Średnica zewnętrzna, z uwzględnieniem wszystkich urządzeń potrzebnych podczas dokowania, wynosi około 240 cm.
Boeing jest głównym wykonawcą adapterów, które zostały wyprodukowane w centrum produkcyjnym w Houston. Części wykorzystane w procesie produkcji pochodziły od dostawców z 25 amerykańskich stanów, a podstawowa struktura została stworzona przez rosyjską korporację rakietowo-kosmiczną Energia.
Dostarczenie adapterów IDA na Międzynarodową Stację Kosmiczną zlecono firmie SpaceX, która wykorzystuje do tego celu statek transportowy Dragon. Adaptery umieszczane są w niehermetycznej ładowni statku Dragon. Po dotarciu na stację kosmiczną przeniesienie adapterów na odpowiedni Pressurized Mating Adapter jest wykonywane przez manipulator Canadarm2 z wykorzystaniem końcówki Dextre. Ostateczny montaż adapterów odbywa się podczas spaceru kosmicznego, w którym astronauci podłączają niezbędne przewody.

## IDA-1
IDA-1 był pierwszym adapterem skonstruowanym przez Boeinga i miał zostać umieszczony na PMA-2. Wyniesienie na orbitę miało się odbyć w ramach misji SpaceX CRS-7. Po przetransportowaniu adaptera do Centrum Kosmicznego imienia Johna F. Kennedy’ego został on poddany miesięcznym testom, w których sprawdzano funkcjonowanie wszystkich systemów. Następnie został on umieszczony w ładowni statku Dragon, który wystartował na rakiecie Falcon 9 z Cape Canaveral Air Force Station 28 czerwca 2015 roku. Jednak w 139. sekundzie lotu doszło do gwałtownego rozszczelnienia zbiornika ciekłego tlenu w drugim stopniu rakiety. Skutkiem tego była eksplozja, która zniszczyła całą rakietę. Statek Dragon odłączył się od rozpadającej się rakiety i zaczął opadać do Atlantyku. Przeciążenie, które zadziałało na statek transportowy w momencie jego uderzenia o wodę doprowadziło do jego zniszczenia i utraty całego ładunku, w tym również adaptera IDA-1.

## IDA-2
IDA-2 to drugi adapter skonstruowany na potrzeby Commercial Crew Program. Pierwotnie planowano umieścić go na porcie PMA-3, jednak w związku z utratą IDA-1 postanowiono, że IDA-2 zastąpi utracony adapter na PMA-2. IDA-2 został wyniesiony na orbitę 18 lipca 2016 roku w ramach misji SpaceX CRS-9. Statek Dragon zadokował do ISS dwa dni później o 14:03 UTC.
19 sierpnia 2016 roku odbył się spacer kosmiczny, w czasie którego astronauci Jeffrey Williams i Kathleen Rubins przytwierdzili adapter IDA-2 do portu PMA-2 i podłączyli jego okablowanie.

## IDA-3
Decyzja o skonstruowaniu adaptera IDA-3 została podjęta w następstwie utraty IDA-1. Zostanie on umieszczony na PMA-3 na module Harmony, gdzie wcześniej planowano umieścić IDA-2. W związku z tym, że pierwotnie nie planowano zbudować trzeciego adaptera, zostanie on skonstruowany z wykorzystaniem części zapasowych dwóch poprzednich adapterów. IDA-3 ma zostać wyniesiony na orbitę w 2018 roku w czasie misji SpaceX CRS-14.

## Galeria

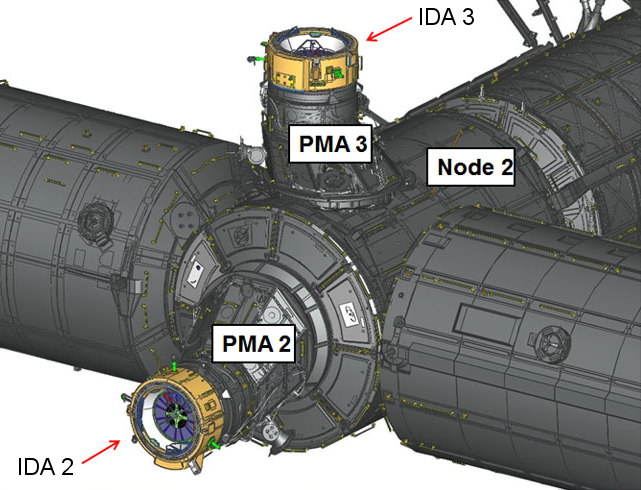
Grafika prezentująca umieszczenie adapterów PMA i IDA na module Harmony
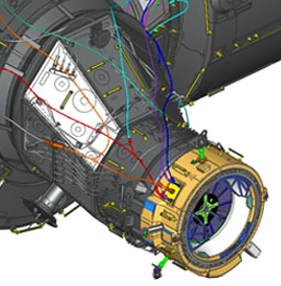
Grafika prezentująca sposób podłączenia IDA-2 do PMA-2